# Vittorio Giannini
Vittorio Giannini (19. oktober 1903 i Philadelphia, USA – 28. november 1966 i New York City, New York, USA) var en amerikansk komponist med italienske aner.
Giannini studerede violin og komposition. Han tog på et schoolarship til Italien og studrede på Milano Musikkonservatorium og tog tilbage til USA og afsluttede sin eksamen på Juliard School of Music i New York. Giannini er neo-romantiker og lægger vægt på lyrik i sin kompositionsform.
Han har komponeret syv symfonier, orkesterværker, koncertmusik, kammermusik, operaer, sange og brassmusik.

## Udvalgte værker
- Symfoni "Til minde om Theodore Roosevelt" (1935) - for orkester
- Symfoni "IBM" (1937) - for orkester
- Symfoni nr. 1 (1950) - for orkester
- Symfoni nr. 2 (1955) - for orkester
- Symfoni nr. 3 (1958) - for symfonisk band
- Symfoni nr. 4 (1959) - for orkester
- Symfoni nr. 5 (1965) - for orkester
- Klaverkoncert (1935) - for klaver og orkester
- "Fantasi" (1963) - for band
- "Variationer og Fugaer" (1964) - for symfonisk band
- "Lucedia" (1934) - opera
- "Høsten" (1961) - opera
- Rekviem (1937) - for kor og orkester
- "Fortæl mig, åh blå, blå himmel" (1927) - for stemme og klaver
- "Syng til mit hjerte en sang" (1942) - for stemme og klaver